# 吹上町 (栃木市)
吹上町（ふきあげまち）は、栃木県栃木市の地名。郵便番号は328-0125。
　

## 地理
吹上地区中部に位置し、東は川原田町、西は千塚町・宮町、南は野中町・皆川城内町、北は大森町・都賀町木・細堀町・木野地町と接している。

## 世帯数と人口
2017年（平成29年）8月31日現在の世帯数と人口は以下の通りである。
| 町丁   | 世帯数  | 人口    |
| ------ | ------- | ------- |
| 吹上町 | 502世帯 | 1,386人 |

## 施設
公共
- 栃木市役所吹上出張所
- 栃木警察署吹上町駐在所

教育
- 栃木市立吹上中学校
- 栃木市立吹上小学校

郵便
- 吹上郵便局

商業
- ミニストップ栃木インター店
- セーブオン栃木吹上店

## 交通

### バス
栃木市営生活バス
■星野御岳山線・■出流観音線
- 小林医院前 - 吹上新道

### 道路
主要地方道
- 栃木県道32号栃木粕尾線（鍋山街道）

## 小・中学校の学区
市立小・中学校に通う場合、学区は以下の通りとなる。
| 番地       | 小学校             | 中学校             |
| ---------- | ------------------ | ------------------ |
| 一部       | 栃木市立千塚小学校 | 栃木市立吹上中学校 |
| その他全域 | 栃木市立吹上小学校 | 栃木市立吹上中学校 |